# Keneba (Lower River Region)
Keneba ist eine Ortschaft im westafrikanischen Staat Gambia.
Nach einer Berechnung für das Jahr 2013 leben dort etwa 1810 Einwohner, das Ergebnis der letzten veröffentlichten Volkszählung von 1993 betrug 1612.

## Geographie
Keneba liegt in der Lower River Region im Distrikt Kiang West und ist ungefähr 22 Kilometer östlich auf der Straße von Sankandi, von dort aus eine Hauptstraße von der South Bank Road abzweigt, entfernt.
Das Medical Research Council sowie das International Trypanotolerance Centre betreiben hier jeweils eine Außenstation.

## Söhne und Töchter des Ortes
- Lamin Samateh (* 1992), Fußballspieler